# Partecipanti al Rally Dakar 2021
Il Rally Dakar 2021 è la 43ª edizione della gara. Alla competizione prendono parte un totale di 351 veicoli così suddivisi: 108 motociclette, 21 quad, 125 autovetture e side by side, 42 camion e 26 veicoli storici. Sono iscritti complessivamente 555 concorrenti, dei quali 16 donne. La competizione è iniziata il 2 gennaio a Gedda ed è terminata nella stessa città il 15 gennaio.

## Liste iscritti

### Moto
| Scuderia                                  | Moto                  | #   | Pilota                |
| ----------------------------------------- | --------------------- | --- | --------------------- |
| Monster Energy Honda Team 2021            | Honda CRF450 Rally    | 1   | Ricky Brabec          |
| Monster Energy Honda Team 2021            | Honda CRF450 Rally    | 4   | José Ignacio Cornejo  |
| Monster Energy Honda Team 2021            | Honda CRF450 Rally    | 47  | Kevin Benavides       |
| Monster Energy Honda Team 2021            | Honda CRF450 Rally    | 88  | Joan Barreda          |
| Rockstar Energy Husqvarna Factory Racing  | Husqvarna FR450 Rally | 2   | Pablo Quintanilla     |
| Rockstar Energy Husqvarna Factory Racing  | Husqvarna FR450 Rally | 77  | Luciano Benavides     |
| Red Bull KTM Factory Team                 | KTM 450 Rally Replica | 3   | Toby Price            |
| Red Bull KTM Factory Team                 | KTM 450 Rally Replica | 5   | Sam Sunderland        |
| Red Bull KTM Factory Team                 | KTM 450 Rally Replica | 52  | Matthias Walkner      |
| KTM Factory Team                          | KTM 450 Rally Replica | 21  | Daniel Sanders        |
| Monster Energy Yamaha Rally Team          | Yamaha WR450F Rally   | 6   | Franco Caimi          |
| Monster Energy Yamaha Rally Team          | Yamaha WR450F Rally   | 7   | Andrew Short          |
| Monster Energy Yamaha Rally Team          | Yamaha WR450F Rally   | 18  | Ross Branch           |
| Monster Energy Yamaha Rally Team          | Yamaha WR450F Rally   | 42  | Adrien van Beveren    |
| Monster Energy Yamaha Rally Team          | Yamaha WR450F Rally   | 68  | Jamie McCanney        |
| BAS Dakar KTM Racing Team                 | KTM 450 Rally Replica | 9   | Skyler Howes          |
| BAS Dakar KTM Racing Team                 | KTM 450 Rally Replica | 80  | Michael Burgess       |
| BAS Dakar KTM Racing Team                 | KTM 450 Rally Replica | 115 | Olaf Harmsen          |
| Slovnaft Rally Team                       | KTM 450 Rally Replica | 11  | Štefan Svitko         |
| Slovnaft Rally Team                       | KTM 450 Rally Replica | 81  | Erik Vlčák            |
| HT Rally Raid Husqvarna Racing            | Husqvarna FR450 Rally | 12  | Xavier De Soultrait   |
| HT Rally Raid Husqvarna Racing            | Husqvarna FR450 Rally | 25  | Paul Spierings        |
| HT Rally Raid Husqvarna Racing            | Husqvarna FR450 Rally | 69  | Walter Roelants       |
| HT Rally Raid Husqvarna Racing            | Husqvarna FR450 Rally | 71  | Salman Farhan         |
| HT Rally Raid Husqvarna Racing            | Husqvarna FR450 Rally | 101 | David Knight          |
| Sherco Factory                            | Sherco 450 RTR        | 15  | Lorenzo Santolino     |
| Sherco Factory                            | Sherco 450 RTR        | 19  | Rui Gonçalves         |
| Sherco Factory                            | Sherco 450 RTR        | 33  | Harith Koitha Veettil |
| FN Speed - Rieju Team                     | KTM 450 Rally Replica | 17  | Juan Pedrero García   |
| FN Speed - Rieju Team                     | KTM 450 Rally Replica | 87  | Oriol Mena            |
| FN Speed - Rieju Team                     | KTM 450 Rally Replica | 108 | Marc Calmet           |
| FN Speed - KTM Team                       | KTM 450 Rally Replica | 32  | Tosha Schareina       |
| FN Speed - KTM Team                       | KTM 450 Rally Replica | 74  | Jaume Betriu          |
| FN Speed - Team Monforte Rally            | KTM 450 Rally Replica | 58  | Eduardo Iglesias      |
| Orlen Team                                | Husqvarna FR450 Rally | 20  | Adam Tomiczek         |
| Orlen Team                                | Husqvarna FR450 Rally | 22  | Maciej Giemza         |
| Jakeš Dakar Team                          | KTM 450 Rally Replica | 23  | Ivan Jakeš            |
| Hero MotoSports Team Rally                | Hero 450 Rally        | 24  | Sebastian Bühler      |
| Hero MotoSports Team Rally                | Hero 450 Rally        | 27  | Joaquim Rodrigues     |
| Hero MotoSports Team Rally                | Hero 450 Rally        | 50  | CS Santosh            |
| Moto Racing Group                         | KTM 450 Rally Replica | 26  | Milan Engel           |
| Moto Racing Group                         | KTM 450 Rally Replica | 31  | Martin Michek         |
| Autonet Motorcycle Team                   | KTM 450 Rally Replica | 29  | Emanuel Gyenes        |
| Zigmas Dakar Team                         | KTM 450 Rally Replica | 30  | Arūnas Gelažninkas    |
| Credit Agricola - Mário Patrão Motorsport | KTM 450 Rally Replica | 34  | Mário Patrão          |
| Nomadas Adventure                         | KTM 450 Rally Replica | 35  | Juan Pablo Guillen    |
| Nomadas Adventure                         | KTM 450 Rally Replica | 62  | Andrew Houlihan       |
| Strojrent Racing                          | KTM 450 Rally Replica | 36  | Jan Brabec            |
| Jantar Team                               | KTM 450 Rally Replica | 37  | David Pabiška         |
| Jantar Team                               | KTM 450 Rally Replica | 67  | Rudolf Lhotský        |
| Benjamin Melot                            | KTM 450 Rally Replica | 39  | Benjamin Melot        |
| Wu Pu Da Hai Dao Dakar Rally              | KTM 450 Rally Replica | 41  | Zaker Yakp            |
| Wu Pu Da Hai Dao Dakar Rally              | KTM 450 Rally Replica | 45  | Zhang Min             |
| Wu Pu Da Hai Dao Dakar Rally              | KTM 450 Rally Replica | 55  | Zhao Hongyi           |
| GasGas Factory Team                       | GasGas 450 Rally      | 44  | Laia Sanz             |
| Simon Marčič                              | Husqvarna FR450 Rally | 46  | Simon Marčič          |
| Nomade Racing Assistance                  | KTM 450 Rally Replica | 48  | Mathieu Doveze        |
| Melilla Sport Capital                     | KTM 450 Rally Replica | 51  | Rachid Al-Lal Lahadil |
| Podmol Dakar Team                         | Husqvarna FR450 Rally | 53  | Libor Podmol          |
| Team Baines Rally                         | KTM 450 Rally Replica | 54  | Camille Chapeliere    |
| Team Baines Rally                         | KTM 450 Rally Replica | 66  | Pascal Bouchet        |
| Team Baines Rally                         | KTM 450 Rally Replica | 102 | Sara Jugla            |
| Team Baines Rally                         | KTM 450 Rally Replica | 116 | Erick Blandin         |
| Calidoso Racing Team                      | KTM 450 Rally Replica | 56  | Giordano Pacheco      |
| Rally POV                                 | Beta RR 430           | 59  | Tiziano Interno       |
| M.O.R.AL                                  | Yamaha WR450F Rally   | 60  | Stéphane Darques      |
| Adventure Moto 61                         | KTM 450 Rally Replica | 61  | Norbert Dubois        |
| Duust Rally Team                          | KTM 450 Rally Replica | 63  | Konrad Dąbrowski      |
| Duust Rally Team                          | KTM 450 Rally Replica | 73  | Mohammed Jaffar       |
| Duust Rally Team                          | KTM 450 Rally Replica | 110 | Jacek Bartoszek       |
| Team Franco Picco                         | Husqvarna FR450 Rally | 65  | Franco Picco          |
| Mishal Alghuneim                          | KTM 450 Rally Replica | 70  | Mishal Alghuneim      |
| Team 2RM                                  | KTM 450 Rally Replica | 72  | Pascal Rauber         |
| Bo!beton Team                             | KTM 450 Rally Replica | 76  | Roman Krejčí          |
| Cesare Zacchetti                          | KTM 450 Rally Replica | 78  | Cesare Zacchetti      |
| Horizon Moto 95                           | KTM 450 Rally Replica | 79  | Amaury Baratin        |
| Ashish Raorane                            | KTM 450 Rally Replica | 82  | Ashish Raorane        |
| Club Aventura Touareg                     | KTM 450 Rally Replica | 83  | David Chavez          |
| Club Aventura Touareg                     | KTM 450 Rally Replica | 85  | Alexandre Azinhais    |
| Club Aventura Touareg                     | KTM 450 Rally Replica | 105 | Fernando Dominguez    |
| Neil Hawker                               | Husqvarna FR450 Rally | 84  | Neil Hawker           |
| Team Charlie Herbst                       | KTM 450 Rally Replica | 86  | Charlie Herbst        |
| Saghmeister Team                          | KTM 450 Rally Replica | 89  | Gabor Saghmeister     |
| Tuttogru                                  | Yamaha WR450F Rally   | 90  | Francesco Catanese    |
| Eric Martinez                             | Husqvarna FR450 Rally | 92  | Eric Martinez         |
| Caravanserraglio Rally Racing Team        | KTM 450 Rally Replica | 93  | Lorenzo Piolini       |
| Xtrem Racing                              | Husqvarna FR450 Rally | 94  | Olivier Susset        |
| Xtrem Racing                              | Husqvarna FR450 Rally | 95  | Xavier Flick          |
| Team Un Diabético en el Dakar             | KTM 450 Rally Replica | 96  | Daniel Albero Puig    |
| Norwit Racing                             | KTM 450 Rally Replica | 97  | Martin Benko          |
| Pont Grup Yamaha                          | Yamaha WR450F Rally   | 98  | Sara Garcia           |
| Pont Grup Yamaha                          | Yamaha WR450F Rally   | 99  | Javier Vega           |
| Audrey Rossat                             | KTM 450 Rally Replica | 100 | Audrey Rossat         |
| Fawaz Racing                              | Yamaha WR450F Rally   | 104 | Fawaz Al Toaimi       |
| Team JBRALLY                              | Yamaha WR450F Rally   | 107 | Giovanni Stigliano    |
| Pierre Cherpin                            | Husqvarna FR450 Rally | 111 | Pierre Cherpin        |
| Juan Campdera                             | KTM 450 Rally Replica | 112 | Juan Campdera         |
| Pikaeras Team                             | KTM 450 Rally Replica | 114 | Eladio Carbonell      |
| The Kalahari Madala                       | Yamaha WR450F Rally   | 117 | James Alexander       |
| Expresso Racing                           | KTM 450 Rally Replica | 118 | Alexandre Bispo       |
| Jhon Trejos                               | KTM 450 Rally Replica | 120 | Jhon Trejos           |
| Team RS Concept                           | KTM 450 Rally Replica | 121 | Guillaume Barthelemy  |
| Angelo Pedemonte                          | KTM 450 Rally Replica | 123 | Angelo Pedemonte      |
| Rallye Fred                               | KTM 450 Rally Replica | 125 | Frédéric Barlerin     |
| Diego Gamaliel Llanos                     | KTM 450 Rally Replica | 126 | Diego Gamaliel Llanos |
| DaVinci Tech                              | Garnati 450 H2 Hybrid | 127 | Willy Jobard          |
| Davide Cominardi                          | Honda CRF450 Rally    | 133 | Davide Cominardi      |
| Solarys Racing                            | Husqvarna FR450 Rally | 142 | Maurizio Gerini       |

### Quad
| Scuderia                  | Quad                     | #   | Pilota                 |
| ------------------------- | ------------------------ | --- | ---------------------- |
| Drag'On Rally Team        | Yamaha Raptor 700        | 150 | Nicolás Cavigliasso    |
| Team Giroud               | Yamaha Raptor 700        | 152 | Alexandre Giroud       |
| STORY Racing              | Yamaha Raptor 700        | 153 | Tomáš Kubiena          |
| STORY Racing              | Yamaha Raptor 700        | 176 | Laisvydas Kancius      |
| 7240 Team                 | Yamaha Raptor 700        | 154 | Manuel Andújar         |
| Orlen Team                | Yamaha Raptor 700        | 155 | Kamil Wisniewski       |
| SMX Racing                | Yamaha Raptor 700        | 157 | Romain Dutu            |
| Enrico Racing Team        | Yamaha Raptor 700        | 159 | Giovanni Enrico        |
| Enrico Racing Team        | Yamaha Raptor 700        | 168 | Italo Pedemonte        |
| Verza Rally Team          | Yamaha Raptor 700        | 160 | Carlos Verza           |
| Colombia X Raid           | Yamaha Raptor 700        | 162 | Nicolás Robledo        |
| MX Devesa by Berta        | Yamaha Raptor 700        | 163 | Pablo Copetti          |
| MX Devesa by Berta        | Yamaha Raptor 700        | 164 | Santiago Hansen        |
| M.E.D. Racing Team        | Yamaha Raptor 700        | 169 | Tobías Carrizo         |
| Bros KSA                  | Yamaha Raptor 700        | 171 | Abdulmajed Al Khulaifi |
| Visit Sant Antoni - Ibiza | Yamaha Raptor 700        | 174 | Toni Vingut            |
| Team Can-Am Martínez      | Can-Am Renegade X xc 850 | 175 | Leonardo Martínez      |
| Team Can-Am Martínez      | Can-Am Renegade X xc 850 | 177 | Suany Martínez         |

### Auto
| Scuderia                           | Auto                         | #   | Pilota                  | Copilota              |
| ---------------------------------- | ---------------------------- | --- | ----------------------- | --------------------- |
| X-raid Mini JCW Team               | Mini John Cooper Works Buggy | 300 | Carlos Sainz            | Lucas Cruz            |
| X-raid Mini JCW Team               | Mini John Cooper Works Buggy | 302 | Stéphane Peterhansel    | Edouard Boulanger     |
| X-raid Mini JCW Rally Team         | Mini John Cooper Works Rally | 309 | Orlando Terranova       | Bernardo Graue        |
| X-raid Mini JCW Rally Team         | Mini John Cooper Works Rally | 317 | Vladimir Vasil'ev       | Dmytro Tsyro          |
| X-raid Mini JCW Rally Team         | Mini John Cooper Works Rally | 331 | Victor Khorošavsev      | Anton Nikolaev        |
| X-raid Mini JCW Rally Team         | Mini John Cooper Works Rally | 335 | Guilherme Spinelli      | Youssef Haddad        |
| Toyota Gazoo Racing                | Toyota Hilux                 | 301 | Nasser Al-Attiyah       | Matthieu Baumel       |
| Toyota Gazoo Racing                | Toyota Hilux                 | 304 | Giniel de Villiers      | Alex Haro             |
| Toyota Gazoo Racing                | Toyota Hilux                 | 332 | Henk Lategan            | Brett Cummings        |
| Overdrive Toyota                   | Toyota Hilux                 | 303 | Yazeed Al-Rajhi         | Dirk von Zitzewitz    |
| Overdrive Toyota                   | Toyota Hilux                 | 306 | Bernhard ten Brinke     | Tim Colsoul           |
| Overdrive Toyota                   | Toyota Hilux                 | 307 | Jakub Przygoński        | Timo Gottschalk       |
| Overdrive Toyota                   | Toyota Hilux                 | 313 | Erik van Loon           | Sébastien Delaunay    |
| Overdrive Toyota                   | Toyota Hilux                 | 322 | Ronan Chabot            | Gilles Pillot         |
| Overdrive Toyota                   | Toyota Hilux                 | 337 | Juan Yacopini           | Alejandro Yacopini    |
| Bahrain Raid Xtreme                | BRX Hunter                   | 305 | Sébastien Loeb          | Daniel Elena          |
| Bahrain Raid Xtreme                | BRX Hunter                   | 311 | Nani Roma               | Alexandre Wincocq     |
| SRT Racing                         | Century CR6                  | 308 | Mathieu Serradori       | Fabian Lurquin        |
| SRT Racing                         | Century CR6                  | 316 | Yasir Seaidan           | Aleksej Kuz'mič       |
| SRT Racing                         | Century CR6                  | 348 | Alexandre Leroy         | Nicolas Delangue      |
| Abu Dhabi Racing                   | Peugeot 3008 DKR             | 310 | Khalid Al Qassimi       | Xavier Panseri        |
| Abu Dhabi Racing                   | Peugeot 3008 DKR             | 314 | Cyril Despres           | Michael Horn          |
| Orlen Benzina Team                 | Ford Raptor RS Cross Country | 312 | Martin Prokop           | Viktor Chytka         |
| Rebellion Motors                   | Rebellion DXX                | 315 | Romain Dumas            | Gilles de Turckheim   |
| Rebellion Motors                   | Rebellion DXX                | 351 | Alexandre Pesci         | Stephan Kuhni         |
| Quzhou Motorsport City Team        | Hanwei Motorsport 2WD        | 318 | Wei Han                 | Min Liao              |
| Raidlynx                           | MD Optimus                   | 319 | Jérôme Pélichet         | Pascal Larroque       |
| Inbank Toyota Gazoo Racing Baltics | Toyota Hilux                 | 320 | Benediktas Vanagas      | Filipe Palmeiro       |
| MD Rallye Sport                    | MD Optimus                   | 321 | Dominique Housieaux     | Simon Vitse           |
| MD Rallye Sport                    | MD Optimus                   | 326 | Christian Lavieille     | Jean-Pierre Garcin    |
| MD Rallye Sport                    | MD Optimus                   | 341 | Michael Pisano          | Max Delfino           |
| MD Rallye Sport                    | MD Optimus                   | 364 | Erwin Imschoot          | Olivier Imschoot      |
| MSK Rally Team                     | Mini John Cooper Works Rally | 323 | Denis Krotov            | Konstantin Žilcov     |
| Agrorodeo                          | Mini John Cooper Works Rally | 325 | Vaidotas Žala           | Paulo Fiúza           |
| Repsol Rally Team                  | Toyota Hilux                 | 327 | Isidre Esteve Pujol     | Txema Villalobos      |
| OffroadSport                       | Ford F-150 Evo               | 328 | Miroslav Zapletal       | Marek Sýkora          |
| OffroadSport                       | Ford F-150 Evo               | 357 | Aleksej Titov           | Dmitrij Pavlov        |
| Kreda                              | Toyota Hilux                 | 329 | Antanas Juknevičius     | Darius Vaičiulis      |
| Toyota Gazoo South Africa          | Toyota Hilux                 | 330 | Shameer Variawa         | Dennis Murphy         |
| Borgward Rally Team                | Borgward BX7 Evo             | 334 | Ricardo Porem           | Manuel Porem          |
| PH-Sport                           | Peugeot 2008 DKR             | 336 | Jean Pierre Strugo      | François Borsotto     |
| Ultimate Dakar                     | Toyota Hilux                 | 338 | Tomáš Ouředníček        | David Křípal          |
| Century Racing                     | Century CR6                  | 339 | Brian Baragwanath       | Taye Perry            |
| Century Racing                     | Century CR6                  | 358 | Marcelo Tiglia Gastaldi | Lourival Roldan       |
| Toyota Auto Body                   | Toyota Land Cruiser VDJ200   | 340 | Akira Miura             | Laurent Lichtleuchter |
| Toyota Auto Body                   | Toyota Land Cruiser VDJ200   | 345 | Ronald Basso            | Jean Michel Polato    |
| Petrus Kombucha Team               | MD Optimus                   | 342 | Gintas Petrus           | José Marques          |
| BAIC ORV                           | BAIC BJ40                    | 343 | Yangui Liu              | Hongyu Pan            |
| BAIC ORV                           | BAIC BJ40                    | 352 | Guoyu Zhang             | He Sha                |
| BAIC ORV                           | BAIC BJ40                    | 361 | Binglong Lu             | Wenke Ma              |
| Sodicars Racing                    | Sodicars BV2                 | 344 | Philippe Boutron        | Mayeul Barbet         |
| Sodicars Racing                    | Sodicars BV2                 | 349 | Manuel Pérez Plaza      | Monica Plaza          |
| Sodicars Racing                    | Sodicars BV2                 | 373 | Roger Audas             | Franck Maldonado      |
| Al Jafla Racing                    | Toyota Hilux                 | 346 | Khalid Al Jafla         | Ali Mirza             |
| Coronel Dakar Team                 | Jeffries Dakar Rally         | 347 | Tim Coronel             | Tom Coronel           |
| Team SSP                           | Renault Mégane               | 350 | Hervé Toscano           | Pascal Gambillon      |
| Opel Dakar Team                    | Opel Grandland X             | 353 | Balazs Szalay           | Laszlo Bunkoczi       |
| Heston Airlines Team Pitlane       | Toyota Hilux                 | 356 | Edvinas Juškauskas      | Aisvydas Paliukėnas   |
| Team Pitlane                       | Toyota Hilux                 | 367 | Andrei Halabarodzka     | Andrei Rudnitski      |
| Naizk                              | Isuzu D-Max                  | 359 | Abdulaziz Al Yaeesh     | Faisal Mohammed Ftyh  |
| Al-Tuwaijri Racing Team            | Toyota Land Cruiser          | 360 | Mohamad Al-Twijri       | Waleed Al-Toaigri     |
| FN Speed - Automotor 4X4           | Toyota Land Cruiser          | 363 | Borja Rodríguez         | Rubén Rodríguez       |
| FN Speed - Urano 4X4               | Toyota Land Cruiser          | 366 | Miguel Bravo            | Mariano Banderas      |
| FN Speed Team                      | Toyota Land Cruiser          | 368 | Joan Font               | Sergi Brugue          |
| Off Road Concept                   | Fouquet FC2                  | 365 | Hugues Moilet           | Antoine Galland       |
| Xtremeplus Polaris Factory Team    | Toyota Land Cruiser          | 369 | Marco Piana             | David Giovannetti     |

### SxS
| Scuderia                         | SxS                  | #   | Pilota                    | Copilota                 | Classe |
| -------------------------------- | -------------------- | --- | ------------------------- | ------------------------ | ------ |
| PH-Sport                         | PH-Sport Zephyr      | 380 | Kris Meeke                | Wouter Rosegaar          | T3     |
| PH-Sport                         | PH-Sport Zephyr      | 384 | Jean Rémy Bergounhe       | Jean Brucy               | T3     |
| PH-Sport                         | PH-Sport Zephyr      | 393 | Lionel Baud               | Loïc Minaudier           | T3     |
| Red Bull Off-Road Team USA       | Overdrive OT3        | 381 | Mitchell Guthrie          | Ola Fløene               | T3     |
| Red Bull Off-Road Team USA       | Overdrive OT3        | 383 | Seth Quintero             | Dennis Zenz              | T3     |
| Red Bull Off-Road Team USA       | Overdrive OT3        | 387 | Cristina Gutiérrez        | François Cazalet         | T3     |
| Yamaha powered by X-raid Team    | Yamaha YXZ1000R      | 385 | Mattias Ekström           | Emil Bergqvist           | T3     |
| Yamaha powered by X-raid Team    | Yamaha YXZ1000R      | 391 | Camélia Liparoti          | Annett Fischer           | T3     |
| Abu Dhabi Racing                 | PH-Sport Zephyr      | 386 | Mansour Al Helei          | Michael Orr              | T3     |
| Rally Raid Concept               | Pinch T3RR           | 388 | Jean-Pascal Besson        | Patrice Roissac          | T3     |
| MMP                              | MMP Rally Raid       | 390 | Rui Carneiro              | Filipe Serra             | T3     |
| MMP                              | MMP Rally Raid       | 394 | Geoffrey Moreau           | Henri Moreau             | T3     |
| Pinch Racing                     | Pinch T3RR           | 392 | Philippe Pinchedez        | Vincent Ferri            | T3     |
| JLT Racing                       | PH-Sport Zephyr      | 397 | Jean-Luc Pisson           | Valentin Sarreaud        | T3     |
|                                  |                      |     |                           |                          |        |
| Snag Racing Team                 | Can-Am Maverick X3   | 400 | Sergej Karjakin           | Anton Vlasiuk            | T4     |
| South Racing Can-Am              | Can-Am Maverick X3   | 401 | Francisco López           | Juan Pablo Latrach       | T4     |
| South Racing Can-Am              | Can-Am Maverick X3   | 416 | Kees Koolen               | Jurgen van den Goorbergh | T4     |
| South Racing Can-Am              | Can-Am Maverick X3   | 419 | Fernando Álvarez          | Antonio Gimeno           | T4     |
| South Racing Can-Am              | Can-Am Maverick X3   | 422 | Nasser Khalifa Al-Attiyah | Paolo Ceci               | T4     |
| South Racing Can-Am              | Can-Am Maverick X3   | 442 | Lourenço Rosa             | Joaquim Dias             | T4     |
| South Racing Can-Am              | Can-Am Maverick X3   | 445 | Saeed Almouri             | Sergio Lafuente          | T4     |
| Monster Energy Can-Am            | Can-Am Maverick X3   | 404 | Reinaldo Varela           | Maykel Justo             | T4     |
| Monster Energy Can-Am            | Can-Am Maverick X3   | 405 | Gerard Farrès Güell       | Armand Monleón           | T4     |
| Monster Energy Can-Am            | Can-Am Maverick X3   | 406 | Aron Domżała              | Maciej Marton            | T4     |
| Monster Energy Can-Am            | Can-Am Maverick X3   | 408 | Austin Jones              | Gustavo Gugelmin         | T4     |
| Hibor Raid                       | Can-Am Maverick X3   | 403 | José Antonio Hinojo       | Gil Ortega               | T4     |
| Polaris RZR Factory Racing       | Polaris RZR Pro XP   | 409 | Kristen Matlock           | Max Eddy Jr.             | T4     |
| Polaris RZR Factory Racing       | Polaris RZR Pro XP   | 420 | Wayne Matlock             | Sam Hayes                | T4     |
| FN Speed Team                    | Can-Am Maverick X3   | 410 | Santiago Navarro          | Marc Sola                | T4     |
| FN Speed Team                    | Can-Am Maverick X3   | 414 | Juan Miguel Fidel         | Victor González          | T4     |
| FN Speed Team                    | Can-Am Maverick X3   | 443 | Gael Queralt              | Juan Silva               | T4     |
| FN Speed Team                    | Can-Am Maverick X3   | 448 | Pablo Oliva               | Raúl Ortiz               | T4     |
| FN Speed - Black Horse Team      | Can-Am Maverick X3   | 412 | Saleh Al Saif             | Oriol Vidal              | T4     |
| FN Speed - Automotor 4X4         | Can-Am Maverick X3   | 450 | Javier Vélez              | Mateo Moreno             | T4     |
| FN Speed                         | Yamaha YXZ1000R      | 431 | Fahad Ahmed Al-Kuwari     | Manuel Lucchese          | T4     |
| CST/Polaris France               | Polaris RZR Pro XP   | 411 | Jérémie Warnia            | Steven Griener           | T4     |
| Xtremeplus Polaris Factory Team  | Polaris RZR Pro XP   | 423 | Michele Cinotto           | Fulvio Zini              | T4     |
| Xtremeplus Polaris Factory Team  | Polaris RZR Pro XP   | 426 | Graham Knight             | David Watson             | T4     |
| Xtremeplus Polaris Factory Team  | Polaris RZR Pro XP   | 428 | Sebastián Guayasamín      | Ricardo Torlaschi        | T4     |
| Xtremeplus Polaris Factory Team  | Polaris RZR Pro XP   | 432 | Liam Griffin              | Stéphane Duple           | T4     |
| Xtremeplus Polaris Factory Team  | Polaris RZR Pro XP   | 441 | Ferdinando Brachetti      | Rafael Tornabell         | T4     |
| Buggyra Zero Mileage Racing      | Can-Am Maverick X3   | 417 | Josef Macháček            | Pavel Vyoral             | T4     |
| Buggyra Zero Mileage Racing      | Can-Am Maverick X3   | 429 | Tomáš Enge                | Markéta Skácelová        | T4     |
| BBR/Mercier                      | Can-Am Maverick X3   | 418 | Éric Abel                 | Christian Manez          | T4     |
| BBR/Mercier                      | Can-Am Maverick X3   | 440 | Patrick Becquart          | Romain Becquart          | T4     |
| El Blanco Rosso Racing Team      | Can-Am Maverick X3   | 421 | Vincent Gonzalez          | Renaud Niveau            | T4     |
| Energylandia Rally Team          | Can-Am Maverick X3   | 424 | Michal Goczal             | Szymon Gospodarczyk      | T4     |
| Energylandia Rally Team          | Can-Am Maverick X3   | 430 | Marek Goczal              | Rafal Marton             | T4     |
| MMP                              | Can-Am Maverick X3   | 427 | Christophe Creps          | Serge Henninot           | T4     |
| Team Casteu                      | Can-Am Maverick X3   | 433 | Fabrice Lardon            | Romain Souvignet         | T4     |
| Team Casteu                      | Can-Am Maverick X3   | 437 | Nicolas Brabeck           | Bruno Bony               | T4     |
| My'X Racing                      | Can-Am Maverick X3   | 436 | Benoît Lepietre           | Aurélie Sifferlen        | T4     |
| Buggy Masters Team & Vehilxstrem | Can-Am Maverick X3   | 438 | Ricardo Suárez            | Xavier Blanco            | T4     |
| Matthieu Margaillan              | Can-Am Maverick X3   | 439 | Matthieu Margaillan       | Axelle Roux-Decima       | T4     |
| FS 21                            | Can-Am Maverick X3   | 444 | Frédéric Chesneau         | Stéphane Chesneau        | T4     |
| Panda Cars Racing                | Polaris RZR XP Turbo | 446 | Michel Fadel              | Craig Tyson              | T4     |
| Graphenano Racing Team           | Can-Am Maverick X3   | 447 | Emilio Ferrando           | Eduardo Aragón           | T4     |
| Van Orton - Franco Sport         | Yamaha YXZ1000R      | 449 | Santiago Prado            | Álvaro Rodríguez         | T4     |
| Transcarpatic Rally Team         | Polaris RZR XP Turbo | 452 | Claudiu Barbu             | Marius Lupu              | T4     |
| Team Valk Events                 | Can-Am Maverick X3   | 454 | Gert-Jan van der Valk     | Branco de Lange          | T4     |

### Camion
| Scuderia                   | Auto                   | #   | Pilota                 | Copilota                 | Meccanico            |
| -------------------------- | ---------------------- | --- | ---------------------- | ------------------------ | -------------------- |
| Kamaz - Master             | Kamaz 43509            | 500 | Andrej Karginov        | Andrej Mokeev            | Igor' Leonov         |
| Kamaz - Master             | Kamaz 43509            | 501 | Anton Šibalov          | Dmitrij Nikitin          | Ivan Tatarinov       |
| Kamaz - Master             | Kamaz 43509            | 507 | Dmitrij Sotnikov       | Ruslan Achmadeev         | Il'giz Achmetzjanov  |
| Kamaz - Master             | Kamaz 43509            | 509 | Ayrat Mardeev          | Dmitrij Svistunov        | Akhmet Galiautdinov  |
| MAZ-SPORTauto              | MAZ 6440RR             | 502 | Sjarhej Viazovič       | Pavel Harnain            | Anton Zaparoščanka   |
| MAZ-SPORTauto              | MAZ 6440RR             | 505 | Aljaksej Višneŭskij    | Maksim Novikaŭ           | Sjarhej Sačuk        |
| Big Shock Racing           | Iveco Powerstar        | 503 | Martin Macik           | František Tomášek        | David Švanda         |
| Instaforex Loprais Praga   | Praga V4S DKR          | 504 | Aleš Loprais           | Petr Pokora              | Khalid Alkendi       |
| Instaforex Loprais Praga   | Tatra T815-2           | 520 | Jan Tománek            | Tomáš Kasparek           | Jiri Stross          |
| Mammoet Rallysport         | Renault Trucks C 460   | 506 | Martin van den Brink   | Wouter de Graaff         | Daniel Kozlovskij    |
| Mammoet Rallysport         | Volvo FMX              | 529 | Mitchell van den Brink | Rijk Mouw                | Wilfred Schuurman    |
| Hino Team Sugawara         | Hino 500               | 508 | Teruhito Sugawara      | Hirokazu Somemiya        | Yuji Mochizuki       |
| Riwald Dakar Team          | Renault Trucks C 460   | 511 | Gert Huzink            | Rob Buursen              | Martin Roesink       |
| Riwald Dakar Team          | Renault Trucks K 520   | 515 | Pascal De Baar         | Jan Van Der Vaet         | Stefan Slootjes      |
| Tatra Buggyra Racing       | Tatra Phoenix          | 514 | Martin Šoltys          | David Schovánek          | Tomáš Šikola         |
| Tatra Buggyra Racing       | Tatra Phoenix          | 517 | Ignacio Casale         | Álvaro Leòn              | Petr Čapka           |
| Valtr Racing Team          | Iveco Powerstar        | 518 | Jaroslav Valtr         | Radim Kaplánek           | Jaroslav Miškolci    |
| Dakarspeed                 | International LoneStar | 519 | Maurik van den Heuvel  | Wilko van Oort           | Martijn van Rooij    |
| Polaris RZR Factory Racing | MAN TGA                | 521 | Alberto Herrero        | Tony Grasmick            | Fojo Nuno            |
| South Racing               | MAN TGA                | 522 | Mathias Behringer      | Stefen Henken            | Robert Striebe       |
| South Racing               | Tatra T815-2           | 538 | Tomáš Tomeček          | Philipp Rettig           | Ladislav Lála        |
| Team de Groot              | DAF XF105              | 523 | William de Groot       | Edwin van den Langenberg | Bart Gloudemans      |
| Team Boucou                | MAN TGA                | 524 | Francesc Fernández     | Javier Jacoste           | Rosa Olivera         |
| Team Boucou                | MAN TGA                | 547 | Jordi Ginesta          | Marc Dardaillon          | Armando Loureiro     |
| Team Boucou                | Iveco Trakker          | 542 | José Martins           | Jean-Francois Cazeres    | Jérôme Naquart       |
| Team Boucou                | DAF CF75               | 551 | Thomas Robineau        | David Lamelas Morell     |                      |
| Firemen Dakar Team         | Iveco Powerstar        | 525 | Richard de Groot       | Jan Hulsebosch           | Markus J Laan        |
| KH7 Epsilon                | MAN TGA                | 526 | Jordi Juvanteny        | José Luis Criado         | Jorge Ballbe         |
| Orobica Raid               | MAN TGA                | 527 | Paolo Calabria         | Loris Calubini           | Mauro Grezzini       |
| Orobica Raid               | Unimog U400            | 535 | Giulio Verzelletti     | Giuseppe Fortuna         | Marino Mutti         |
| Dust Warriors              | DAF FAV 75             | 528 | Alexander Pieter Koot  | Arjen Remco Aangeenbrug  | Wesley van Groningen |
| Dust Warriors              | Iveco Trakker          | 537 | William van Groningen  | Marten Wit de Cornelis   | Jaco van Groningen   |
| Fazekas Motorsport Racing  | Scania P 4x4           | 530 | Károly Fazekas         | Albert Péter Horn        | Péter Csákány        |
| Bahrain Raid Extreme       | MAN TGA                | 532 | Jordi Esteve Oro       | Rafael Tibau Maynou      | Arnald Bastida       |
| PH-Sport                   | MAN TGA                | 539 | Zsolt Darzsi           | Thierry Pacquelet        | Geoffrey Thalgott    |
| PH-Sport                   | MAN TGA                | 550 | Dušan Randýsek         | Francois Regnier         | Julien Martin        |
| Ibrahim Almuhna            | Unimog U400            | 540 | Ibrahim Almuhna        | Osama Al-Sanad           | Raed Abo Theeb       |
| Overdrive Toyota           | Iveco Trakker          | 541 | Dave Berghmans         | Luca Lorenzato           | Bob Geens            |
| STA Competition            | MAN TGS                | 543 | Ahmed Benbekhti        | Bruno Seillet            | Mickaël Fauvel       |
| Sodicars Racing            | DAF XF105              | 544 | Pascal Patureau        | Richard Gonzalez         | Marc Plaindoux       |
| Tariq Al-Rammah            | MAN TGA                | 545 | Tariq Al-Rammah        | Samir Benbekhti          | Ramzi Osmani         |
| X-raid Team                | MAN TGA                | 546 | Michael Baumann        | Philipp Beier            | Rafael Tibau         |
| FN Speed - Epsilon Team    | Mercedes-Benz Actros   | 548 | Francesc Salisi        | Alex Aguirregaviria      | Pau Navarro          |
| Team SSP                   | MAN TGA                | 549 | Sylvain Besnard        | Sylvain Laliche          | Tom Besnard          |

### Dakar Classic
| Scuderia            | Auto                   | #   | Pilota                | Copilota              | Meccanico        |
| ------------------- | ---------------------- | --- | --------------------- | --------------------- | ---------------- |
| Equipo Euskadi 4x4  | Volkswagen Iltis       | 200 | Ignacio Corcuera      | Iker San Vicente      |                  |
| Racing Wings        | Volkswagen Apal        | 201 | Emmanuel Eggermont    | Edouard De Braekeleer |                  |
| Racing Wings        | Volkswagen Baja        | 204 | Benoit Callewaert     | Ghislain Morel        |                  |
| Racing Wings        | Mitsubishi Pajero      | 212 | Stephan Lamarre       | Benjamin Laroche      |                  |
| Racing Wings        | MAN 41460              | 251 | Didier Monseu         | Niels Lescot          | Edouard Fraipont |
| AL Rally            | Porsche 911 SC         | 202 | Amy Lerner            | Sara Carmen Bossaert  |                  |
| Klymčiw Racing      | Škoda 130 LR           | 206 | Ondřej Klymčiw        | Petr Vlček            |                  |
| Roberto Camporese   | Peugeot 504 Pick-up    | 207 | Roberto Camporese     | Umberto Fiori         |                  |
| Doria Racing        | Mitsubishi Montero     | 209 | Juan Donatiu          | Pere Serrat Puig      |                  |
| Rumbo Zero          | Mercedes-Benz G320     | 210 | Antonio Gutiérrez     | Luis Rodríguez        |                  |
| Rumbo Zero          | Mercedes-Benz G320     | 211 | Carlos Vento          | Juan Carlos Ramírez   |                  |
| Team Sunhill        | Sunhill Buggy          | 213 | Frédéric Verdaguer    | Julie Verdaguer       |                  |
| Team Sunhill        | Sunhill Buggy          | 229 | Marc Douton           | Emilien Etienne       |                  |
| Clàssic Competició  | Range Rover            | 214 | Andrés Vidal          | Pere Maimi Codina     |                  |
| Clàssic Competició  | Range Rover            | 215 | Juan Llopis           | Francesc Coromines    |                  |
| Clàssic Competició  | Unimog 421             | 252 | Miquel Ángel Boet     | Alexandre Rabell      |                  |
| Naturhouse          | Toyota Land Cruiser    | 216 | Kilian Revuelta       | Oscar Sánchez         |                  |
| TH-Trucks           | Toyota Land Cruiser    | 217 | Pere Barrios Sturlese | Maria Helena Tarruell |                  |
| Team SSP            | Toyota Land Cruiser    | 219 | Maxime Lacarrau       | Pierre Louis Quemin   |                  |
| Recinsa Sport       | Nissan Terrano         | 220 | Francisco Benavente   | Rafael Benavente      |                  |
| Merinoteam          | Toyota Land Cruiser    | 223 | Alberto García Merino | Julian García Merino  |                  |
| Luciano Carcheri    | Nissan Patrol          | 225 | Luciano Carcheri      | Roberto Musi          |                  |
| Roura Lighting Team | Toyota Land Cruiser    | 227 | Juan Roura            | Oscar Gonçalves       |                  |
| Team Boucou         | Renault Trucks 420 dCi | 253 | Lilian Harichoury     | Serge Coudert         | Laurent Correia  |